# جامعة أولم

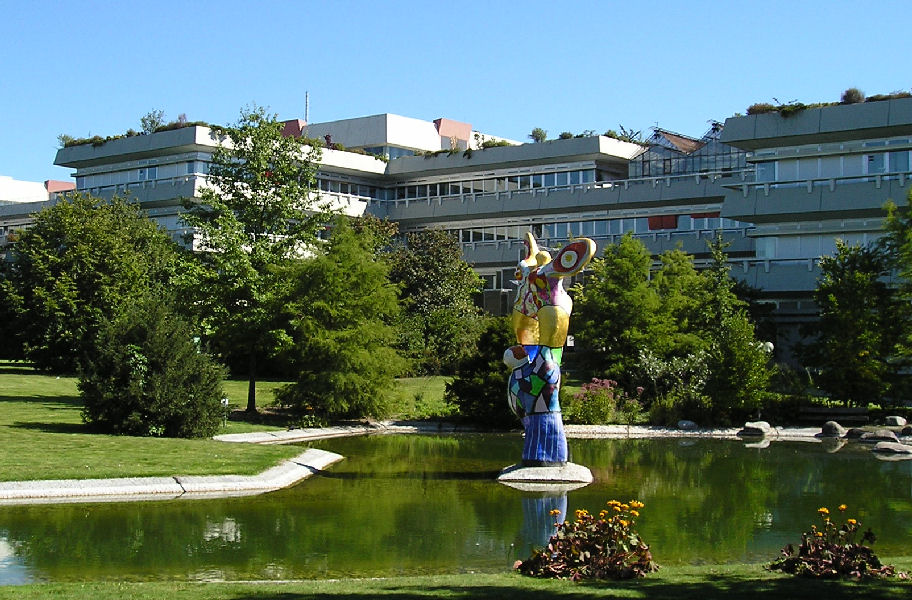
المبنى الرئيس لجامعة أولم

جامعة أولم (بالألمانية: Universität Ulm) هي جامعة ألمانية عامة تقع في مدينة أولم، في ولاية بادن فورتمبيرغ جنوب ألمانيا. أنشئت سنة 1967 وتختص بدراسة العلوم الطبيعية والطب وعلوم الهندسة والرياضيات والاقتصاد وعلوم الحاسب.
يقع حرم الجامعة في شمال المدينة على تل يسمى أوبرير إسلبيرغ (بالألمانية: Oberer Eselsberg) تعد جامعة أولم من الجامعات الألمانية الصغرى؛ إذ يزيد عدد طلابها قليلًا عن 8000 طالبًا.

## وصلات خارجية
- الموقع الرسمي للجامعة